# サム・ライリー
サム・ライリー（Sam Riley, 1980年1月8日 - ）は、イギリスの俳優。

## 略歴
イングランド、リーズで生まれる。「10,000 Things」というバンドのボーカルとして活動していたが、俳優に転身。いくつかのドラマ出演を経て2007年、『コントロール』でジョイ・ディヴィジョンのイアン・カーティスを演じ、ブリティッシュ・インデペンデント映画賞新人賞を受賞し注目を集めた。
また、185cmの長身でモデル体型の持ち主であり、2008年秋冬のバーバリーのモデルをつとめた。
『コントロール』で共演したドイツの女優アレクサンドラ・マリア・ララと交際し、2009年8月結婚。2014年1月には息子が生まれている。

## 主な出演作品
| 公開年 | 邦題 原題                                          | 役名                 | 備考                |
| ------ | -------------------------------------------------- | -------------------- | ------------------- |
| 2007   | コントロール Control                               | イアン・カーティス   |                     |
| 2008   | サブリミナル Franklyn                              | マイロ               | 日本劇場未公開      |
| 2010   | ロシアン・ルーレット 13                            | ヴィンセント・フェロ |                     |
| 2010   | ブライトン・ロック Brighton Rock                   | ピンキー・ブラウン   | 日本劇場未公開      |
| 2012   | オン・ザ・ロード On the Road                       | サル・パラダイス     |                     |
| 2012   | ビザンチウム Byzantium                             | ダーヴェル           |                     |
| 2014   | マレフィセント Maleficent                          | ディアヴァル         |                     |
| 2015   | フランス組曲 Suite Française                       | ブノア・ラバリ       | 日本公開は2016年1月 |
| 2016   | 高慢と偏見とゾンビ Pride and Prejudice and Zombies | ミスター・ダーシー   |                     |
| 2016   | フリー・ファイヤー Free Fire                       | スティーヴォ         |                     |
| 2017   | SS-GB ナチスが戦争に勝利した世界 SS-GB             | ダグラス・アーチャー | テレビシリーズ      |
| 2019   | マレフィセント2 Maleficent: Mistress of Evil       | ディアヴァル         |                     |
| 2019   | キュリー夫人 天才科学者の愛と情熱 Radioactive      | ピエール・キュリー   |                     |
| 2020   | レベッカ Rebecca                                   | ジャック・ファヴェル |                     |
| 2021   | ウェイ・ダウン The Vault                           | ジェームズ           |                     |
| 2022   | She Is Love                                        |                      |                     |
| 2023   | ファイアーブランド ヘンリー8世最後の妻 Firebrand   | トマス・シーモア     |                     |

## 参照
1. 1 2  James Mottram: The only people for me are the mad ones. Independent on Sunday: The New Review, 30 January 2011, pp 10–13
2. ↑  Millar, Jamie; GQ; Sam Riley Exclusive!; February 2011.CQ.com Retrieved: 9 February 2011
3. ↑  “ミシェル・ウィリアムズ主演作予告編、フランス人女性とドイツ人将校の許されぬ愛”.   映画ナタリー (2015年11月10日). 2015年11月10日閲覧。